# Brotogeris chrysoptera
Brotogeris chrysoptera е вид птица от семейство Папагалови (Psittacidae).

## Разпространение
Видът е разпространен в Боливия, Бразилия, Венецуела, Гвиана, Суринам и Френска Гвиана.